# Carinata maculata
Carinata maculata är en insektsart som beskrevs av Li och Zhang. Carinata maculata ingår i släktet Carinata och familjen dvärgstritar. Inga underarter finns listade i Catalogue of Life.